# Trettachspitze
La Trettachspitze est un sommet des Alpes, à 2 595 m d'altitude, dans les Alpes d'Allgäu, et en particulier dans le chaînon principal, en Allemagne (Bavière).